# Pantan Musara
Pantan Musara is een bestuurslaag in het regentschap Aceh Tengah van de provincie Atjeh, Indonesië. Pantan Musara telt 531 inwoners (volkstelling 2010).